# فیلم آنتولوژی

پوستر فیلم تصنیف باستر اسکراگز محصول سال 2018

فیلم آنتولوژی (به انگلیسی: Anthology film) زیر ژانری از فیلم‌ها است که از چندین فیلم کوتاه مختلف تشکیل شده‌است که اغلب فقط توسط یک موضوع ، فرضیه یا رویداد مختلط مختصر به هم گره خورده‌اند (که اغلب یک نقطه عطف است). برخی اوقات هر قسمت توسط کارگردانی متفاوت کارگردانی می‌شود.
گاهی یک درون مایه وجود دارد، مانند یک مکان (مثال: «داستان‌های نیویورکی»، «پاریس، دوستت دارم»، «طهران تهران»)، یک شخص (مثال: «چهار اتاق»)، یک چیز (مثال: «بیست دلار»، «قهوه و سیگار») که در هر داستان وجود دارد و به هم پیوند داده می‌شوند.